# Val-de-Charmey
Val-de-Charmey är en kommun i distriktet Gruyère i kantonen Fribourg, Schweiz. Kommunen skapades den 1 januari 2014 genom sammanslagningen av kommunerna Cerniat och Charmey. Val-de-Charmey hade 2 672 invånare (2023).